# Крестовское
Крестовское — деревня в Шадринском районе Курганской области. В составе Верхозинского сельсовета.

## История
До 1917 года центр Крестовской волости Шадринского уезда Пермской губернии. По данным на 1926 год село Крестовское состояло из 133 хозяйств. В административном отношении являлось центром Крестовского сельсовета Шадринского района Шадринского округа Уральской области.
До революции в селе проводилась весьма значительная по объемам торгов Крестовская (или Крестовско-Ивановская) ярмарка.

## Население
| 1989 | 2002 | 2010 |
| ---- | ---- | ---- |
| 14   | ↗15  | ↘6   |

По данным переписи 1926 года в селе проживало 513 человек (233 мужчины и 280 женщин), в том числе: русские составляли 100 % населения.
Согласно результатам Всероссийской переписи населения 2002 года, в национальной структуре населения русские составляли 100 %.